# Bamse møder den store verden
Bamse møder den store verden er en dansk tv-film der blev sendt den 24. december 2017 på DR Ramasjang. Det er den første produktion med karakteren Bamse siden Bamses lillebitte billedbog (2010). Tv-filmen er skabt af det originale hold fra tv-serien Bamses Billedbog, med Søren Hauch-Fausbøll som Bamse, Brian Patterson som Kylling, og Gitte Melgaard som Ælling og Snupse samt manuskriptforfatter.
Instruktør og manuskriptforfatter Katrine Hauch-Fausbøll har sagt om filmen: "Jeg har arbejdet med Bamse i 35 år, og det er første gang, Bamse ikke følges med sine to bedste venner Kylling og Ælling ud på en farefuld færd. Og det er både anderledes for dem og for mig. Men det er utroligt interessant og sjovt, at lade Bamse gå ud i den store verden, og at bringe de to nye figurer ind i Bamses univers. Det bidrager til at vise både nogle velkendte og nye sider af Bamse – nogle sider, som jeg er sikker på, børnene vil holde af".